# Zoë Saldana
Zoë Yadira Saldaña Nazario (Passaic, 1978. június 19. –) dominikai származású Oscar-, Golden Globe- és BAFTA-díjas amerikai színésznő.
Színházi és televíziós szerepeit követően 2000-ben kezdődött filmes pályafutása a Rivaldafényben című filmdrámával.
Saldana több science fiction filmben is játszott. 2009-től Nyota Uhura hadnagyot formálta meg a 2000-es és 2010-es évek Star Trek-filmjeiben. James Cameron 2009-es Avatarjában a földönkívüli Neytirit alakította. Fontos szerepe volt Gamora A galaxis őrzői (2014), A galaxis őrzői vol. 2. (2017), a Bosszúállók: Végtelen háború (2018) és a Bosszúállók: Végjáték (2019) című szuperhősfilmekben.

## Fiatalkora és családja
New Jersey Passaic nevű városában született. A dominikai gyökerekkel rendelkező színésznő az angolt és a spanyolt is anyanyelvként beszéli, nevét azonban angolosan írja és ejti.
A New York-i Queensben nevelkedett, de amikor apja autóbalesetben elhunyt (Zoë ekkor 9 éves volt), anyjával és két lánytestvérével visszaköltözött a Dominikai Köztársaságba. Nyolcévesen határozta el, hogy színésznő lesz. 

## Pályafutása
Első szerepét 1999-ben játszotta az Esküdt ellenségek című filmsorozat egyik epizódjában, majd a Rivaldafényben című amerikai zenés drámában kapott szerepet. 2001-ben a Kirsten Dunst főszereplésével forgatott Kihevered, haver! című alkotásban tűnt fel. Több kisebb szerep után 2002-ben a Dobszóló és Britney Spears oldalán az Álmok útján című filmekben játszott főszerepet. 2003-ban a Johnny Depp nevével fémjelzett A Karib-tenger kalózai: A Fekete Gyöngy átka című szuperprodukcióban szerepelt, ami az év egyik legsikeresebb filmje lett. 2005-ben mutatták be A csajom apja ideges című romantikus vígjátékot, melyben Saldana Bernie Mac és Ashton Kutcher oldalán játszott.
A színésznő 2009-ben a Star Trek című filmnek és a James Cameron rendezte, kilenc Oscar-díjra jelölt Avatar című alkotásának volt a női főszereplője. A film 2010 januárjában a világ legsikeresebb alkotása lett, összbevétele pedig a 2,5 milliárd amerikai dollárt is meghaladja. Saldanát 2010-ben People’s Choice Awardsra jelölték, és az Avatarban játszott szerepéért több rangos elismerést nyert.
2014-ben a A galaxis őrzői című film női főszereplőjét, Gamorát alakította, később pedig a Marvel-moziuniverzum további három filmjében (A galaxis őrzői vol. 2., Bosszúállók: Végtelen háború és Bosszúállók: Végjáték) volt látható ugyanebben a szerepben.

## Magánélete
2013 óta Marco Perego olasz művész felesége, három gyermekük született.
A színésznő 2010. február 19-én a Dominikai Vöröskereszt akciójának keretében Santo Domingóba utazott, ahová adományokat vitt a Richter skála szerinti 7-es erősségű földrengés sújtotta Haitinek.[forrás?]

## Filmográfia

### Film
| Év   | Magyar cím                                   | Eredeti cím                                            | Szerep                     | Magyar hang            | Rendező                   |
| ---- | -------------------------------------------- | ------------------------------------------------------ | -------------------------- | ---------------------- | ------------------------- |
| 2000 | Rivaldafényben                               | Center Stage                                           | Eva Rodríguez              |                        | Nicholas Hytner           |
| 2001 | Kihevered, haver!                            | Get Over It                                            | Maggie                     |                        | Tommy O'Haver             |
| 2001 |                                              | Snipes                                                 | Cheryl                     |                        | Rich Murray               |
| 2002 | Britney Spears: Álmok útján                  | Crossroads                                             | Kit                        | Oroszlán Szonja        | Tamra Davis               |
| 2002 | Dobszóló                                     | Drumline                                               | Laila                      |                        | Charles Stone III         |
| 2003 | A Karib-tenger kalózai: A Fekete Gyöngy átka | Pirates of the Caribbean: The Curse of the Black Pearl | Anamaria                   | F. Nagy Erika          | Gore Verbinski            |
| 2004 | Terminál                                     | The Terminal                                           | Dolores Torres             | Kiss Eszter            | Steven Spielberg          |
| 2004 | Menedék                                      | Haven                                                  | Andrea                     | Haumann Petra          | Frank E. Flowers          |
| 2004 |                                              | Temptation                                             | Annie                      |                        | Mark Tarlov               |
| 2005 |                                              | Constellation                                          | Rosa Boxer                 |                        | Jordan Walker-Pearlman    |
| 2005 | A csajom apja ideges                         | Guess Who                                              | Theresa Jones              | Zakariás Éva           | Kevin Rodney Sullivan     |
| 2005 | Party gimi                                   | Dirty Deeds                                            | Rachel Buff                |                        | David Kendall             |
| 2006 |                                              | Premium                                                | Charli                     |                        | Pete Chatmon              |
| 2006 |                                              | The Heart Specialist                                   | Donna                      |                        | Dennis Cooper             |
| 2007 | Kusza kapcsolatok                            | After Sex                                              | Kat                        | Bogdányi Titanilla     | Eric Amadio               |
| 2007 |                                              | Blackout                                               | Claudine                   |                        | Jerry Lamothe             |
| 2008 | Nyolc tanú                                   | Vantage Point                                          | Angie Jones                | Huszárik Kata          | Pete Travis               |
| 2009 | Star Trek                                    | Star Trek                                              | Nyota Uhura                | Pikali Gerda           | J. J. Abrams (1.)         |
| 2009 |                                              | The Skeptic                                            | Cassie                     |                        | Tennyson Bardwell         |
| 2009 | Avatar                                       | Avatar                                                 | Neytiri                    | Pikali Gerda           | James Cameron (1.)        |
| 2010 | Vesztesek bosszúja                           | The Losers                                             | Aisha                      | Pikali Gerda           | Sylvain White             |
| 2010 | Tökéletes bűnözők                            | Takers                                                 | Lily Jansen                | Bánfalvi Eszter        | John Luessenhop           |
| 2010 | Haláli temetés                               | Death at a Funeral                                     | Elaine                     | Pikali Gerda           | Neil LaBute               |
| 2010 |                                              | Burning Palms                                          | Sara Cotton                |                        | Christopher Landon        |
| 2011 |                                              | Kaylien (rövidfilm)                                    | nem szerepel               |                        | Zoë Saldana               |
| 2011 | Colombiana                                   | Colombiana                                             | Cataleya Restrepo          | Pikali Gerda           | Olivier Megaton           |
| 2012 | Lopott szavak                                | The Words                                              | Dora Jansen                | Majsai-Nyilas Tünde    | Brian Klugman             |
| 2012 | Lopott szavak                                | The Words                                              | Dora Jansen                | Majsai-Nyilas Tünde    | Lee Sternthal             |
| 2013 | Vérkötelék                                   | Blood Ties                                             | Vanessa                    | Csúz Lívia             | Guillaume Canet           |
| 2013 | Star Trek – Sötétségben                      | Star Trek Into Darkness                                | Nyota Uhura                | Pikali Gerda           | J. J. Abrams (2.)         |
| 2013 | A harag tüze                                 | Out of the Furnace                                     | Lena Warren                | Pikali Gerda           | Scott Cooper              |
| 2014 |                                              | Unity (dokumentumfilm)                                 | narrátor                   |                        | Shaun Monson              |
| 2014 | Életünk apával                               | Infinitely Polar Bear                                  | Maggie Stuart              | Agócs Judit            | Maya Forbes               |
| 2014 | A galaxis őrzői                              | Guardians of the Galaxy                                | Gamora                     | Solecki Janka          | James Gunn (1.)           |
| 2014 | Az élet könyve                               | The Book of Life                                       | Maria Posada (hangja)      | Vágó Bernadett         | Jorge R. Gutierrez        |
| 2016 |                                              | Nina                                                   | Nina Simone                |                        | Cynthia Mort              |
| 2016 | Star Trek: Mindenen túl                      | Star Trek: Beyond                                      | Nyota Uhura                | Pikali Gerda           | Justin Lin                |
| 2016 | Az éjszaka törvénye                          | Live by Night                                          | Graciella Corrales         | Bartsch Kata           | Ben Affleck               |
| 2017 | A galaxis őrzői vol. 2.                      | Guardians of the Galaxy vol. 2                         | Gamora                     | Solecki Janka          | James Gunn (2.)           |
| 2017 | Óriásölő                                     | I Kill Giants                                          | Mrs. Mollé                 |                        | Anders Walter             |
| 2017 | My Little Pony: A film                       | My Little Pony – The Movie                             | Celaeno Kapitány (hangja)  | Majsai-Nyilas Tünde    | Jayson Thiessen           |
| 2017 | My Little Pony: A film                       | My Little Pony – The Movie                             | Celaeno Kapitány (hangja)  | Nádasi Veronika (ének) | Jayson Thiessen           |
| 2018 |                                              | The Legend of Red Hand (rövidfilm)                     | Mia Parc                   |                        | Stefano Sollima           |
| 2018 | Bosszúállók: Végtelen háború                 | Avengers: Infinity War                                 | Gamora                     | Solecki Janka          | Anthony és Joe Russo (1.) |
| 2019 | A hiányzó láncszem                           | Missing Link                                           | Adelina Fortnight (hangja) | Náray Erika            | Chris Butler              |
| 2019 | Bosszúállók: Végjáték                        | Avengers: Endgame                                      | Gamora                     | Solecki Janka          | Anthony és Joe Russo (2.) |
| 2019 |                                              | Love, Antosha (dokumentumfilm)                         | önmaga                     |                        | Garret Price              |
| 2020 | Vámpírok Bronx ellen                         | Vampires vs. the Bronx                                 | Becky (cameo)              |                        | Oz Rodriguez              |
| 2021 | Az életteli Vivo                             | Vivo                                                   | Rosa (hangja)              | Kis-Kovács Luca        | Kirk DeMicco              |
| 2022 | Az Adam-projekt                              | The Adam Project                                       | Laura                      | Pikali Gerda           | Shawn Levy                |
| 2022 | Amszterdam                                   | Amsterdam                                              | Irma St. Clair             | Pikali Gerda           | David O. Russell          |
| 2022 | Avatar: A víz útja                           | Avatar: The Way of Water                               | Neytiri                    | Pikali Gerda           | James Cameron (2.)        |
| 2023 | A galaxis őrzői: 3. rész                     | Guardians of the Galaxy Vol. 3                         | Gamora                     | Solecki Janka          | James Gunn (3.)           |
| 2024 |                                              | Emilia Pérez                                           | Rita Moro Castro           |                        | Jacques Audiard           |
| 2025 | Elio                                         | Elio                                                   | Olga Solis (hangja)        | Dobó Enikő             | Domee Shi                 |
| 2025 | Elio                                         | Elio                                                   | Olga Solis (hangja)        | Dobó Enikő             | Madeline Sharafian        |
| 2025 | Elio                                         | Elio                                                   | Olga Solis (hangja)        | Dobó Enikő             | Adrian Molina             |
| 2025 | Avatar 3.                                    | Avatar: Fire and Ash                                   | Neytiri                    |                        | James Cameron (3.)        |

### Televízió
| Év        | Magyar cím                               | Eredeti cím                       | Szerep                 | Megjegyzések                                                           |
| --------- | ---------------------------------------- | --------------------------------- | ---------------------- | ---------------------------------------------------------------------- |
| 1999      | Esküdt ellenségek                        | Law & Order                       | Belinca                | 2 epizód                                                               |
| 2004      | Esküdt ellenségek: Különleges ügyosztály | Law & Order: Special Victims Unit | Gabrielle Vega         | 1 epizód                                                               |
| 2006–2007 |                                          | Six Degrees                       | Regina                 | 5 epizód                                                               |
| 2013      |                                          | Comedy Bang! Bang!                | önmaga                 | 1 epizód                                                               |
| 2014      |                                          | Rosemary's Baby                   | Rosemary Woodhouse     | - minisorozat (2 epizód) - főszereplő és producer                      |
| 2020      |                                          | Home Movie: The Princess Bride    | Buttercup hercegnő     | 1 epizód                                                               |
| 2021      | Maya és a három harcos                   | Maya and the Three                | Maya hercegnő (hangja) | minisorozat                                                            |
| 2022      | A nulláról kezdve                        | From Scratch                      | Amy                    | - minisorozat (vezető producer) - magyar hangja: - Gáspár Kata         |
| 2023–     | Lioness                                  | Special Ops: Lioness              | Joe                    | - minisorozat - főszereplő és producer - magyar hangja: - Pikali Gerda |

## Fordítás
- Ez a szócikk részben vagy egészben  a   Zoe Saldana című angol Wikipédia-szócikk fordításán alapul.  Az eredeti cikk szerkesztőit annak laptörténete sorolja fel. Ez a jelzés csupán a megfogalmazás eredetét és a szerzői jogokat jelzi, nem szolgál a cikkben szereplő információk forrásmegjelöléseként.